# 柯莱特 (2020年电影)
《柯麗特》是2020年美国纪录片，荣获第93届奥斯卡金像奖最佳纪录短片奖。影片由安东尼·吉亚基诺导演，Oculus和Respawn Entertainment联合制作，为虚拟现实游戏《荣誉勋章：超越巅峰》随附的系列纪录片。
影片讲述90岁高龄的自由法國游擊隊老兵柯麗特·瑪琳-凯瑟琳（Colette Marin-Catherine）74年来首次前往德国，在一名年轻学生的建议下前往米特堡-朵拉集中营，憑弔被纳粹德軍處決於營內的胞兄。